# صدمة الخيانة
صدمة الخيانة (بالإنجليزية: betrayal trauma)‏ هي الصدمة التي يتسبب بها شخص يكون ضحيته شخص قريب منه يثق به ويعتمد عليه. قدّمت جنيفر فريد عام 1994 تعريف نظرية صدمة الخيانة (بالإنجليزية: betrayal trauma theory) على أنها انتهاك ثقة ورفاهية الأفراد أو المؤسسات التي يعتمد عليها الفرد للحماية والبقاء على قيد الحياة. أكدّت نظرية صدمة الخيانة على أن الخيانة سابقة أساسية للتفارق، وهدفت ضمنيًا إلى الحفاظ على العلاقة مع مقدم الرعاية. تشير نظرية صدمة الخيانة إلى أن الطفل -كونه يعتمد على مقدم الرعاية للحصول على الدعم- سيحتاج لفصل التجارب المؤلمة عن الإدراك الواعي بشكل أكبر.

## معلومات أساسية
نشأت نظرية صدمة الخيانة دامجةً العمليات التطورية، والأنماط العقلية، والإدراك الاجتماعي، الاحتياجات النمائية مع مدى انتهاك الأخلاق الأساسية للعلاقات الإنسانية. افترض مكون أساسي للجانب الفصامي من نظرية صدمة الخيانة أن جميع البشر يملكون آلية ذهنية متأصلة لاكتشاف انتهاكات العقود الاجتماعية (على سبيل المثال: الكشف عن الغشاش). تفترض النظرية أنه في العلاقات المسيئة التي لا يكون فيها الهرب خيارًا قابلًا للتطبيق، قد تُطوَّع آلية اكتشاف الغش لتحقيق الهدف الأعلى للبقاء. قدمت نظرية صدمة الخيانة بالتالي نظرية فقدان الذاكرة نفسي المنشأ التي وُضعت لتقييم كل من دور التعلق في بقاء الإنسان وأهمية طمس تجربة مؤلمة.

## الأنواع

### التحرش الجنسي بالأطفال
يمكن أن ينطوي الاعتداء الجنسي على الأطفال على التحرش الجنسي من واحد أو أكثر من مقدمي الرعاية أو الأقرباء المقربين. برغم وجود الإيذاء الجسدي والعاطفي أثناء الطفولة في سياق نظرية صدمة الخيانة، وجدت الأبحاث أن التحرش الجنسي بالأطفال يؤدي لاضطراب أكبر في قدرات الطفل إذ أنه الأكثر انتهاكًا للأخلاقيات الإنسانية الأساسية. تؤثر درجة انتهاك أحد مقدمي الرعاية أو مدى ارتباطه بالطفل على طبيعة الصدمة والاستجابة لها. تشير نظرية صدمة الخيانة إلى أن التحرش الجنسي بالأطفال يرتبط ارتباطًا وثيقًا بفقدان الذاكرة نفسي المنشأ فيما بعد أو غيرها من العمليات الفصامية التي تحدث للحفاظ على التعلق بمقدم الرعاية بهدف البقاء على قيد الحياة، لأن اعتراف الضحية بالتحرش الجنسي يُزيد من خطر ضعف تعلق الطفل بمقدم الرعاية ما يُزيد من احتمالية الخطر على الطفل. ترتبط هذه الصدمة مباشرةً باحتمالية عملية «عمى الخيانة». تُشير الدلائل إلى أن هذه الصدمة من المرجح أن تُنسى أكثر من الإيذاء غير الجنسي للطفل.

### الخيانة المؤسسية
تشير إلى الأفعال الخاطئة التي تُرتكب عند فشل مؤسسةٍ ما في منع ارتكاب أفعال أخرى من قِبل أفراد آخرين أو الرد عليها بشكل مناسب. يتعرّض المتضررين لفقدان المصداقية ورفض المساعدة نتيجة وضعهم الكثير من الثقة في أنظمة الصحة القانونية والعقلية للتصدي لأخطاءهم. قد تزداد أولويات المؤسسة مثل: حماية سمعتها، من احتمال فشل المؤسسات الأخرى بالاستجابة بشكل مناسب. تحاول المؤسسات جاهدة منع معرفة التحرشات الجنسية من الظهور، والتي تتخذ اجراءات محاولة لإسكات الفرد. يمكن فحص عدم التحقق من الصحة والصدمات الشخصية من الخيانة المؤسسية من خلال عدسة نظرية الخيانة ووُصف بأنه «اعتداء ثانٍ» والذي من المحتمل أن يؤدي إلى تفاقم آثار الصدمة الأولية التي عانى منها الفرد.

#### المؤسسات الأكاديمية
تنتشر صدمة الخيانة عبر الخيانة المؤسسية في البيئات التي تعمل على تطبيع السياقات المسيئة وبناء الإجراءات والسياسات غير الواضحة والتي يحتمل أن تكون سيئة السُمعة بشكل خاص، تدعم التغطية والتضليل، تعاقب الضحايا ومَن يشكوهم. تشمل الاعتداءات الجنسية التي تحدث في حرم الجامعات والتي يكون فيها النظام غير مفيد وغير مستجيب. التحرش الجنسي الذي يرتكبه الآخرون في سياق أن الخيانة ضمنية ويصعب اكتشافه حظيت باهتمام متزايد في وسائل الإعلام من خلال حملات موجهة إلى تسليط الضوء على انتشار سوء المعاملة في المؤسسات المهنية والأكاديمية.
توسعت الأدبيات في هذا المجال لتقييم الأقليات مثل الجنس والأقليات الجنسية، الذين قد يكونون أكثر عرضة لخطر خيانة المؤسسات في المؤسسات الأكاديمية.

#### الجيش
أشارت نتائج المقارنات بين المحاربات القدامى اللائي تعرضن للتحرش الجنسي المدني والذين تعرضوا للاعتداء الجنسي في جيش الولايات المتحدة إلى أن الخيانة المؤسسية كانت أعلى في السياقات العسكرية عندما اعتمد الأعضاء اعتمادًا كبيرًا على الجيش من أجل السلامة، الحماية، التوظيف. على الرغم من أن الأبحاث التي تبحث في الصدمات الجنسية العسكرية لا تزال في بدايتها، فقد حددت الأبحاث العلاقة بين الجاني والضحية كعائق رئيسي أمام الإبلاغ عن الاعتداء الذي يمكن أن يؤثر على الحالة الوظيفية ويساهم في حدوث اضطرابات في تماسك الوحدة أو النبذ أو عدم القدرة على المغادرة أو نقل مراكز العمل.
قيَّمت الأدلة تأثير الاعتداء أو المضايقة أثناء الخدمة العسكرية، والرعاية الطبية المليئة بضحايا اللوم والسياسات الضمنية للمعاملة غير الاحترازية. كشفت الأبحاث الناشئة أن المؤسسات (على سبيل المثال: الإعدادات المهنية، والمنظمات الدينية، والمدارس) قادرة على تفاقم نتائج ما بعد الصدمة أو أن تكون مصدرًا للضرر الاجتماعي والظلم.

#### تنفيذ القانون
يشير الأدب إلى أن قوة الشرطة الأمريكية لها تاريخ طويل بشكل واضح في استخدام القوة القسرية. سلّطت حالات الوفاة الأخيرة التي يُعتقد أنها ناتجة عن استخدام ضباط الشرطة للقوة المفرطة (مثل: إطلاق النار على ستيفون كلارك، وإطلاق النار على فيلاندو كاستيل) الضوء على مسألة وحشية الشرطة كشكل من أشكال خيانة المؤسسات. حددت الأبحاث أن الأقليات الثقافية تميل إلى تجربة وحشية الشرطة بشكل متكرر أكثر من نظيراتها الأمريكية الأوروبية بسبب القوالب النمطية التي تربط النشاط الإجرامي بالعرق/الإثنية، لا سيما في المناطق الحضرية حيث معدلات الجريمة مرتفعة ووجود الأقليات الثقافية أكثر انتشارًا. حددت الدراسات الحديثة الأفراد المصابين بأمراض عقلية هم الأكثر عرضة لخطر وحشية الشرطة، خاصةً فيما يتعلق بالانتحار على يد شرطي.

##### نظام الرعاية الصحية
أوضحت الأبحاث الناشئة الحاجة إلى مواصلة البحث الذي يقيم مدى انتشار وتأثير الخيانة المؤسسية في أماكن الرعاية الصحية، مع التركيز على فهم العلاقة بين مستوى ثقة المرضى في الأطباء، والتوقعات المرتبطة بأن الأطباء سوف يولون الأولوية لحماية صحة المرضى والخبرات الطبية السلبية التي عانوا منها والتي تُصوَّر على أنها خيانة مؤسسية.

### الخيانة في العلاقات الرومانسية
ركزت الأبحاث السابقة على تأثير الخيانة الزوجية في العلاقات الأحادية الزواج عند تقييم صدمة الخيانة في العلاقات الرومانسية. تعتبر الخيانة في العلاقة خرقًا لاتفاق غير معلن. ركزت الأبحاث الحديثة التي تستكشف نظرية الخيانة في العلاقات الرومانسية على إدراج العنف الأُسري. يشمل العنف الأُسري تعرض أحد الشركاء للضرب المتكرر والإهانة والانتهاك. ويعتبر ذلك ضمن نظرية الخيانة خاصةً في الحالات التي يبقى فيها الضحية مع المعتدي أو يعود إليه ولا يبلّغ عن الإيذاء أو يُبلغ عن خطورة إساءة المعاملة المستمرة التي ارتبطت بمشاعر الخجل والقلق العميق في إصابة المرافق كمكون إضافي من نظرية الخيانة في السياقات الرومانسية التي تتميز بالتخلي عن أو خيانة الثقة خلال لحظات الحاجة.